# Драган Момић
Драган Момић (Врбас, 28. новембар 1963) бивши је српски рукометаш. Са репрезентацијом СР Југославије је освојио бронзану медаљу на Европском првенству 1996. у Шпанији.

## Спортска биографија
Рођен је 28. новембра 1963. године. Рукометну каријеру је почео у Врбасу када је имао шеснаест година. Наставио је да игра у београдском Партизану са којим је током деведесетих освојио две титуле првака и један куп. На домаћој сцени играо је још за Војводину и Апатин. У Шпанији је играо за Каха Мадрид.
За репрезентацију СР Југославије је одиграо 68 утакмица, а на Европском првенству у Шпанији 1996. освојио је бронзану медаљу.